# Azydki
Azydki – sole lub związki organiczne zawierające grupę N3. Wiele z nich ma właściwości wybuchowe oraz silnie toksyczne, porównywalnie z cyjankami.

## Azydki nieorganiczne

Anion azydkowy (jedna ze struktur rezonansowych)

Azydki nieorganiczne to sole kwasu azotowodorowego. Azydki metali ciężkich mają silne własności wybuchowe (Cu, Pb, Ag, Hg). Są one stosowane jako środki inicjujące wybuch, gdyż są one czułe na bodźce mechaniczne. Azydek ołowiu i azydek rtęci są stosowane w spłonkach do nabojów oraz detonatorach. Pozostałe azydki metali ciężkich (np. azydek miedzi) są tak reaktywne i skłonne do wybuchu, że nie można ich bezpiecznie przechowywać, zużywa się je niemal natychmiast po przygotowaniu.
Azydki metali alkalicznych (I, II grupa układu okresowego) są względnie stabilne, rozpuszczalne w wodzie, pod wpływem temperatury ich rozkład następuje bez detonacji. Można ich detonację wywołać jednak impulsem elektrycznym. Azydek sodu stanowi podstawowy składnik detonujący samochodowe poduszki powietrzne.

## Azydki organiczne

Struktury rezonansowe azydku organicznego

Azydki organiczne, są związkami reaktywnymi ale względnie stabilnymi. Tendencje do wybuchu mają związki o wysokiej zawartości azotu, typowo jeśli stosunek liczby atomów N/(C + O) > 3. Są one przydatnymi reagentami w wielu syntezach organicznych. W trakcie niektórych reakcji grupa azydkowa rozkłada się z wydzieleniem gazowego azotu (N2) i powstaniem układu −N=C, co jest wykorzystywane w syntezie organicznej m.in. przy otrzymywaniu γ-imino-β-enamino estrów.